# Butiá
Butiá is een gemeente in de Braziliaanse deelstaat Rio Grande do Sul. De gemeente telt 20.213 inwoners (schatting 2009).

## Aangrenzende gemeenten
De gemeente grenst aan General Câmara, Minas do Leão, Pantano Grande, Rio Pardo en São Jerônimo.